# Armido Gasparini
Armido Gasparini MCCJ (ur. 19 sierpnia 1913 w Lizzano, zm. 21 października 2004 w Addis Abebie) – duchowny rzymskokatolicki, kombonianin.

## Życiorys
Urodził się 19 sierpnia 1913 roku w Lizzano. W 1930 wstąpił do Zakonu Misjonarzy Kombonianów Serca Jezusowego. Święcenia kapłańskie przyjął 17 kwietnia 1938 roku. Następnie został wysłany do Gondar jako kapelan w ślad za armią włoską. Po klęsce Włochów w II wojnie światowej podobnie jak prawie wszyscy misjonarze, został wydalony z kraju przez Brytyjczyków. Udał się do Asmary, gdzie założył Comboni College. Prowadził ją przez ponad dziesięć lat. Szkoła ta, zainicjowana przez Kongregację ds. Kościołów Wschodnich, była jedyną szkołą w Erytrei w 1953, której absolwenci mogli studiować na Uniwersytecie Oksfordzkim.
Pod koniec lat pięćdziesiątych powierzono mu budowę seminarium diecezjalnego w Asmarze. Od 1959 do 1973 przebywał w Rzymie, gdzie był prokuratorem generalnym swojego zakonu przy Stolicy Apostolskiej, aż do mianowania go misjonarzem w Etiopii.
W 1973 został mianowany administratorem apostolskim, a w 1979 wikariuszem apostolskim prefektury Awasa i wyświęcony na biskupa z tytularną siedzibą Magnetum. Jego reputacja w Erytrei była tak wielka, że chociaż był cudzoziemcem, został wybrany wiceprzewodniczącym Konferencji Episkopatu Etiopii.
W 1988 roku złożył rezygnację z powodu przekroczenia granicy wieku 75 lat, ale została początkowo odrzucona przez papieża Jana Pawła II. W następnych latach zajmował się głównie seminarium duchownym.
Zmarł 21 października 2004 w Addis Abebie. Został pochowany dwa dni później w katedrze Awasa.